# Assedio di Baler
L'assedio di Baler (in spagnolo sitio de Baler) fu un episodio della guerra ispano-americana e della rivoluzione filippina nel quale un distaccamento di soldati spagnoli si asserragliò nella chiesa del villaggio di Baler per undici mesi.

## Antefatti
Nel 1897 il villaggio di Baler contava circa duemila abitanti. Situato nella parte orientale dell'isola di Luzon, si arrivava al villaggio, partendo dalla capitale Manila, attraverso una densa boscaglia, o alternativamente via mare. A quell'epoca Baler era un ottimo approdo per il contrabbando di armi e, dopo lo scoppio della Rivoluzione filippina, dal settembre 1897 l'esercito spagnolo iniziò a presidiare il villaggio, con l'intento di fermare i rifornimenti di armi ai rivoluzionari di Emilio Aguinaldo. La guarnigione era composta da una cinquantina di cazadores sotto il comando di Josè Mota. Dopo l'attacco alle truppe spagnole avvenuto nella notte il 4 ottobre del 1897 dalle forze rivoluzionarie comandate da Teodorico Luna Novicio, persero la vita Mota e altri sei soldati. Inoltre i rivoluzionari riuscirono a imprigionare alcuni sopravvissuti e ad impossessarsi di trenta fucili Mauser. Venuti a conoscenza dell'attacco, le autorità spagnole inviarono un nuovo contingente con a capo Jesús Roldán Maizonada, che arrivò via mare il 16 ottobre.
Nel dicembre dello stesso anno venne firmato il Patto di Biak-na-Bato tra il generale Primo de Rivera e Emilio Aguinaldo, che doveva porre fine alla rivolta nell'arcipelago filippino.
Il 23 gennaio arrivarono, via terra, una colonna di quattrocento soldati spagnoli sotto il comando di Juan Génova Iturbe, che aveva il compito di eliminare le ultime sacche di resistenza. Interrotta l'insurrezione, le autorità di Manila decisero di rimpiazzare gli uomini di Génova e di Roldán con un distaccamento di cinquanta cazadores.

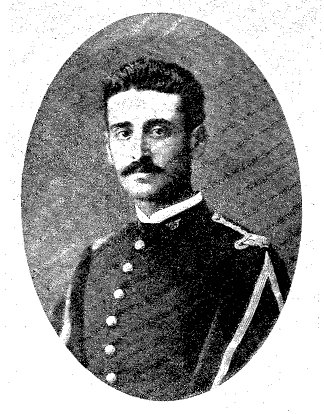
Enrique de Las Morenas y Fossi

Il 12 febbraio 1898 arrivarono a Baler, con una nave a vapore, il nuovo distaccamento con nuovi ufficiali, ossia il capitano Enrique de Las Morenas y Fossi, che aveva le funzioni di capo politico-militare per il distretto di El Principe, il tenente Juan Alonso Zayas, il tenente Alonso y Saturnino Martín Cerezo e il tenente medico Rogélio Vigil de Quiñones.

## Guarnigione spagnola di Baler
Nel giugno 1898 la guarnigione spagnola era formata da 57 uomini in totale, di cui un capitano, due tenenti, quattro caporali, un trombettiere, quarantacinque soldati, un tenente medico e tre operatori sanitari.
| Grado militare     | Nominativo                     |
| ------------------ | ------------------------------ |
| Capitano           | Enrique de Las Morenas y Fossi |
| Tenente            | Juan Alonso Zayas              |
| Tenente            | Saturnino Martín Cerezo        |
| Tenente Medico     | Rogelio Vigil de Quiñones      |
| Caporale           | Jesús García Quijano           |
| Caporale           | José Olivares Conejero         |
| Caporale           | José Chaves Martín             |
| Caporale           | Vicente González Toca          |
| Caporale indigeno  | Alfonso Sus Fojas              |
| Trombettiere       | Santos González Roncal         |
| Soldato            | Julián Galvete Inturmendi      |
| Soldato            | Juan Chamizo Lucas             |
| Soldato            | Félix García Torres            |
| Soldato            | Felipe Herrero López           |
| Soldato            | José Hernández Arocha          |
| Soldato            | Luis Fernández Dato            |
| Soldato            | José Lafarga Abad              |
| Soldato            | Antonio Menache Sánchez        |
| Soldato            | Antonio Bauza Fullana          |
| Soldato            | Vicente Pedrosa Carballeda     |
| Soldato            | Manuel Menor Ortega            |
| Soldato            | Baldomero Larrode Paracuello   |
| Soldato            | Francisco Rovira Mompó         |
| Soldato            | Domingo Castro Camarena        |
| Soldato            | Felipe Castillo Castillo       |
| Soldato            | Eustaquio Gopar Hernández      |
| Soldato            | Emilio Fabregat Fabregat       |
| Soldato            | Emilio Sánchez Martínez        |
| Soldato            | Francisco Real Yuste           |
| Soldato            | José Sanz Meramendi            |
| Soldato            | Juan Fuentes Damián            |
| Soldato            | José Pineda Turín              |
| Soldato            | José Jiménez Berro             |
| Soldato            | Miguel Pérez Leal              |
| Soldato            | José Alcaide Bayona            |
| Soldato            | Marcos Mateo Conesa            |
| Soldato            | José Martínez Santos           |
| Soldato            | Loreto Gallego García          |
| Soldato            | Jaime Caldentey Nadal          |
| Soldato            | Pedro Izquierdo Arnaíz         |
| Soldato            | Miguel Mendéz Expósito         |
| Soldato            | Marcos José Petanas            |
| Soldato            | Manuel Navarro León            |
| Soldato            | Pedro Vila Gargante            |
| Soldato            | Ramón Donat Pastor             |
| Soldato            | Pedro Planas Basangañas        |
| Soldato            | Marcelo Adrián Obregón         |
| Soldato            | Rafael Alonso Medero           |
| Soldato            | Ramón Mir Brils                |
| Soldato            | Ramón Boades Tormo             |
| Soldato            | Gregorio Catalán Valero        |
| Soldato            | Timoteo López Laríos           |
| Soldato            | Salvador Santamaría Aparicio   |
| Soldato            | Ramón Ripollés Cardona         |
| Soldato            | Ramón Lozano Lozano            |
| Sanitario indigeno | Tomás Paladio Paredes          |
| Sanitario          | Bernardino Sánchez Cainzos     |

## Assedio
Dopo lo scoppio della guerra ispano-americana, avvenuta nell'aprile del 1898, gli ufficiali e le truppe del distaccamento di Baler temevano una nuova insurrezione dei rivoluzionari filippini. Nel mese di giugno le comunicazioni tra Baler e la capitale Manila vennero interrotte. Il 26 giugno le truppe spagnole notarono strani movimenti di persone e gran parte del villaggio era abbandonato, così decisero di trincerarsi nella chiesa di Baler. La chiesa non fu scelta a caso come luogo difensivo, dato che era l'edificio più solido del villaggio e garantiva un rifugio sicuro. Insieme alle truppe spagnole si trincerarono in chiesa il parroco di Baler, Candido Gomez Carreño e altri due frati francescani. Nella notte del 30 giugno ottocento filippini, sotto il comando di Teodorico Luna, arrivarono a Baler e circondarono la chiesa.

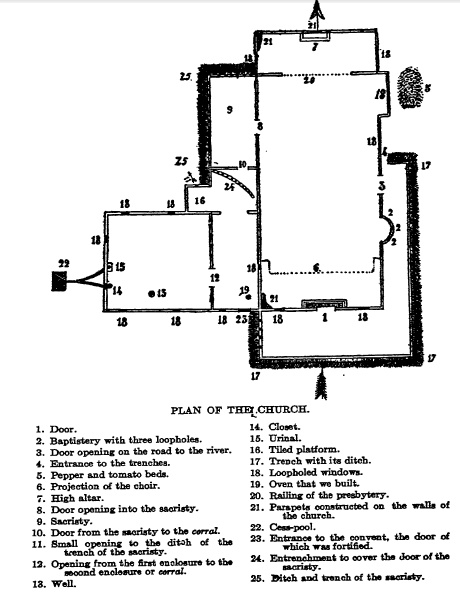
Mappa della chiesa di Baler

I primi giorni di assedio gli insorti filippini inviarono diversi messaggi con i quali intimavano le truppe spagnole ad arrendersi, tuttavia quest'ultimi non risposero. L'8 luglio il comandante Cirilo Gómez Ortiz propose una tregua momentanea agli spagnoli, che in questo caso accettarono.
Il 18 luglio venne gravemente ferito uno degli assediati, il caporale Julián Galvete Iturmendi, che trovò la morte una decina di giorni dopo. Lo stesso giorno gli spagnoli ricevettero una missiva cordiale firmata da Leoncio Gómez Platero, parroco di Carranglán, con la quale si chiedeva agli spagnoli di arrendersi al capitano Calixto Villacorta. Il giorno dopo Villacorta inviò una nuova missiva, questa volta minacciosa, dopodiché i filippini iniziarono a sparare inutilmente contro la chiesa. I giorni successivi gli assedianti continuarono a mandare messaggi, fino al quando, il 31 luglio, Villacorta inviò un nuovo ultimatum. Dopo non aver ricevuto risposta, il 1º agosto i filippini iniziarono a bombardare con dei cannoni Remington, danneggiando parte dell'edificio.
Il 3 agosto, approfittando del turno di guardia, Jaime Caldentey, un soldato spagnolo originario di Maiorca, riuscì a disertare. Il disertore fornì utili informazioni agli assedianti, così venne organizzato un attacco il 7 agosto, che venne respinto. Il disertore venne raggiunto da una pallottola mentre stava caricando una palla di cannone.
I giorni che seguirono al ferimento del soldato spagnolo Pedro Planas Basagañas, avvenuto il 15 agosto, gli insorti continuarono a mandare messaggi affinché gli assediati si arrendessero. IL 20 agosto Villacorta volle inviare un nuovo messaggio agli spagnoli intimandoli di redimersi, poiché Manila era ormai sotto attacco, tuttavia questo nuovo ultimatum venne respinto.
A fine agosto filtravano le prime notizie che Manila si arrendeva alle forze statunitensi e che l'esercito spagnolo era in rotta, però a Baler gli assediati non davano conto a ciò credendo che fosse una tattica dei filippini e, ormai a corto di provviste, alcuni di loro iniziarono a morire: il 25 agosto periva di beriberi il parroco Gomez Carreño e, tra fine di settembre e ottobre, di dissenteria il soldato Francisco Rovira Mompó, di beriberi il caporale José Chaves Martín e il soldato Ramón Donat Pastor. Il 18 ottobre morì il tenente Juan Alonso Zayas, cosicché il comando del distaccamento passò al tenente Martín Cerezo. A fine ottobre, ormai stremati, morirono tre soldati, José Lafarga, Miguel Pérez, Román López Lozano, e altri quattro nella prima metà di novembre, Juan Fuentes Damián, Baldomero Larrode Paracuellos, Manuel Navarro León e Pedro Izquierdo Arnáiz. Il 22 novembre morì anche il capitano Las Morenas.
Nelle ultime settimane dell'anno, i filippini riuscirono a costruire una trincea attorno all'assedio per poter installare i cannoni e bombardare l'edificio. L'8 dicembre morì un altro soldato spagnolo di beriberi, Rafael Alonso Mederos. Il 14 dicembre gli spagnoli riuscirono a fare una sortita contro i filippini, in modo da prelevare la frutta e verdura che crescevano nell'orto antistante alla chiesa. Questa operazione contribuì non solo al miglioramento delle condizioni di salute degli spagnoli, ma anche a sollevare il morale. Dopo quest'attacco gli spagnoli costruirono anche un pozzo di acqua grigia con il quale anche le condizioni igieniche migliorarono. Inoltre parte del tetto della chiesa venne riparato con materiali di fortuna prelevati dopo l'incursione.
Agli inizi di gennaio, i filippini lasciarono, sotto la porta della chiesa, alcuni giornali che riportavano le notizie più recenti. I giornali lasciati dai filippini non convincevano tuttavia il tenente Cerezo che credeva che fossero stati falsificati a regola d'arte.
Il 13 febbraio 1899 morì un altro soldato spagnolo: si trattava di José Sáus Meramendi. Il 14 febbraio arrivò a Baler il capitano spagnolo Miguel Olmedo Calvo, il quale tentò di convincere gli assediati che la guerra era finita e che dovevano deporre le armi. Il tenente Cerezo non volle dare credito, poiché pensava che Calvo fosse un disertore.
Il 28 febbraio Loreto Gallego García informò il tenente Cerezo che un altro soldato, Antonio Menache Sánchez, gli aveva confessato di avere l'intenzione di disertare. Quest'ultimo aveva avuto un comportamento anomalo la notte precedente. Quindi Cerezo condannò in modo sommario Menache, il quale inizialmente negò ma poi confessò tutto e aggiunse che altri due spagnoli, il soldato José Alcaide Bayona e il caporale Vicente González Toca, pensavano di disertare. Dopo aver fatto incatenare i tre, Cerezo diventò molto sospettoso e non si fidava più di nessuno.
Ormai con le razioni alimentari limitate, la fame si faceva sentire per la truppa di Cerezo, tuttavia, tra la fine di febbraio e gli inizi di marzo, gli spagnoli riuscirono ad abbattere un paio di carabao che sostavano nelle vicinanze della chiesa, così poterono alimentarsi della cacciagione presa. Alla fine di marzo il tenente Cerezo ordinò ai suoi uomini di fare un'azione offensiva, nella quale due filippini perirono e uno venne gravemente ferito.
L'8 aprile finirono anche le ultime razioni di pancetta e restavano solo un po' di fagioli e del caffè, cosicché agli spagnoli, per non morire di inedia, restava solo la resa. Cerezo non volle arrendersi per due motivi: inanzi tutto per una questione di onore, ma in secondo luogo perché temeva la ritorsione dei filippini, preferendo così continuare la resistenza.
Mentre veniva trasferita ufficialmente la sovranità delle Filippine dalla Spagna agli Stati Uniti il giorno 11 aprile 1899, a Baler arrivava la nave americana Yorktown che aveva il compito di pattugliare la costa e di far redimere la guarnigione spagnola, tuttavia la spedizione di soccorso cadde in un'imboscata (cinque americani morirono mentre altri dieci furono fatti prigionieri). Nel frattempo gli spagnoli udirono gli spari, ma non capirono esattamente cosa stava succedendo. Il giorno 13 aprile la Yorktown prendeva il largo.
Agli inizi di maggio ripresero gli attacchi dei filippini. L'8 maggio una cannonata raggiunse il battistero dove erano rinchiusi i tre disertori, che furono lievemente feriti e, dopo essere stati curati, uno di loro, Alcaide Bayona, riuscì a scappare e a unirsi agli assedianti. Il 12 maggio morì un altro soldato, Salvador Santa María Aparicio, dopo cinque giorni di agonia per le ferite riportate da un attacco filippino. Il 19 maggio morì di dissenteria anche Marcos José Petana. Alla fine del mese ci fu una nuova scaramuccia dove perirono alcuni assedianti.

## Resa

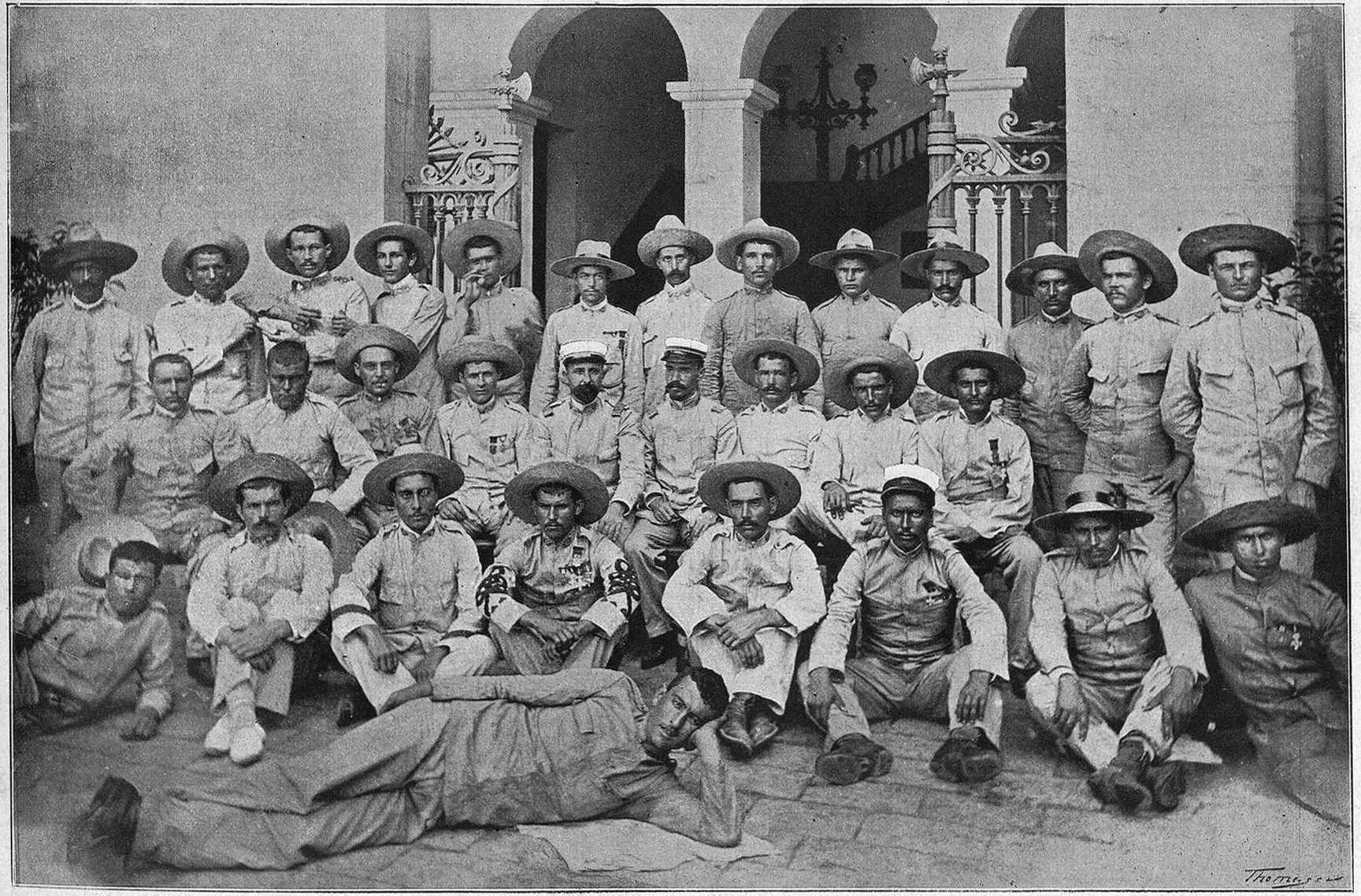
I sopravvissuti di Baler

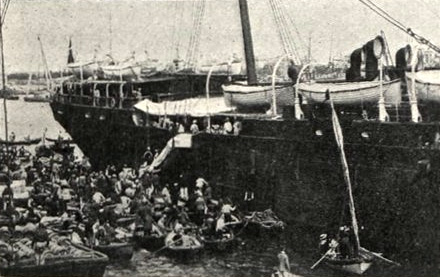
Sbarco dei superstiti della guarnigione di Baler (1º settembre 1899)

Il 29 maggio 1899 arrivò il tenente colonnello spagnolo Cristóbal Aguilar Castañeda con il compito di far evacuare le truppe di Baler. Si presentò all'assedio per parlamentare con Cerezo, portando con sé alcuni giornali. Cerezo non era ancora convinto della sincerità di Aguilar pensando che l'ufficiale fosse passato al campo avverso e che i giornali fossero falsi. Nonostante ciò alcuni assediati credettero nella sincerità del tenente colonnello.
Il primo giugno vennero fucilati i due disertori Vicente González e Antonio Menache.
La mattina del 2 giugno Cerezo si mise a leggere i giornali che aveva portato Aguilar e si convinse che non erano falsificati. Quindi Cerezo firmò la capitolazione davanti al tenente colonnello filippino Simón Tecson.
Il 7 giugno gli spagnoli partirono da Baler per arrivare a Manila, dopo una lunga traversata, il mese successivo. Nel frattempo il 30 giugno il presidente Aguinaldo emise un decreto con il quale gli spagnoli dell'assedio di Baler non venivano considerati prigionieri di guerra, bensì amici della Repubblica filippina.

### Ritorno in Spagna
Il 29 luglio i sopravvissuti partirono da Manila a bordo della nave a vapore Alicante. Arrivarono a Barcellona il 1º settembre 1899.
Da lì si trasferirono a Madrid, dove furono ricevuti da un rappresentante della regina Maria Cristina, dal ministro della Guerra e dagli ufficiali della guarnigione di Madrid.
Inoltre, Alfonso XIII conferì al tenente Cerezo la Croce Laureata di San Fernando con decreto reale dell'11 luglio 1901.